# Гора Агнес

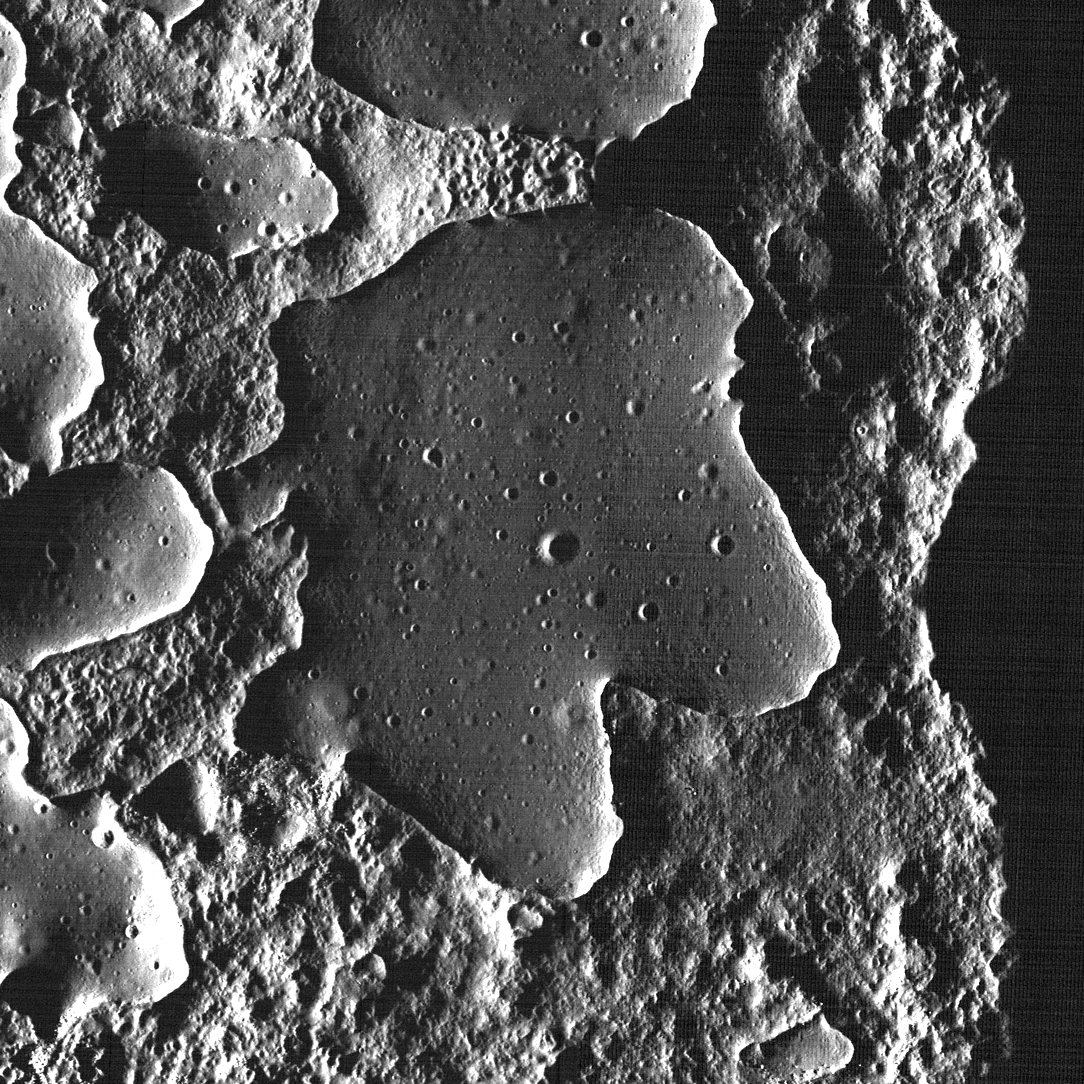
Гора Агнес на світанку. Завдяки низькому (6,6°) Сонцю добре видно рельєф. Ширина знімку — 1 км. Фото Lunar Reconnaissance Orbiter, 2009

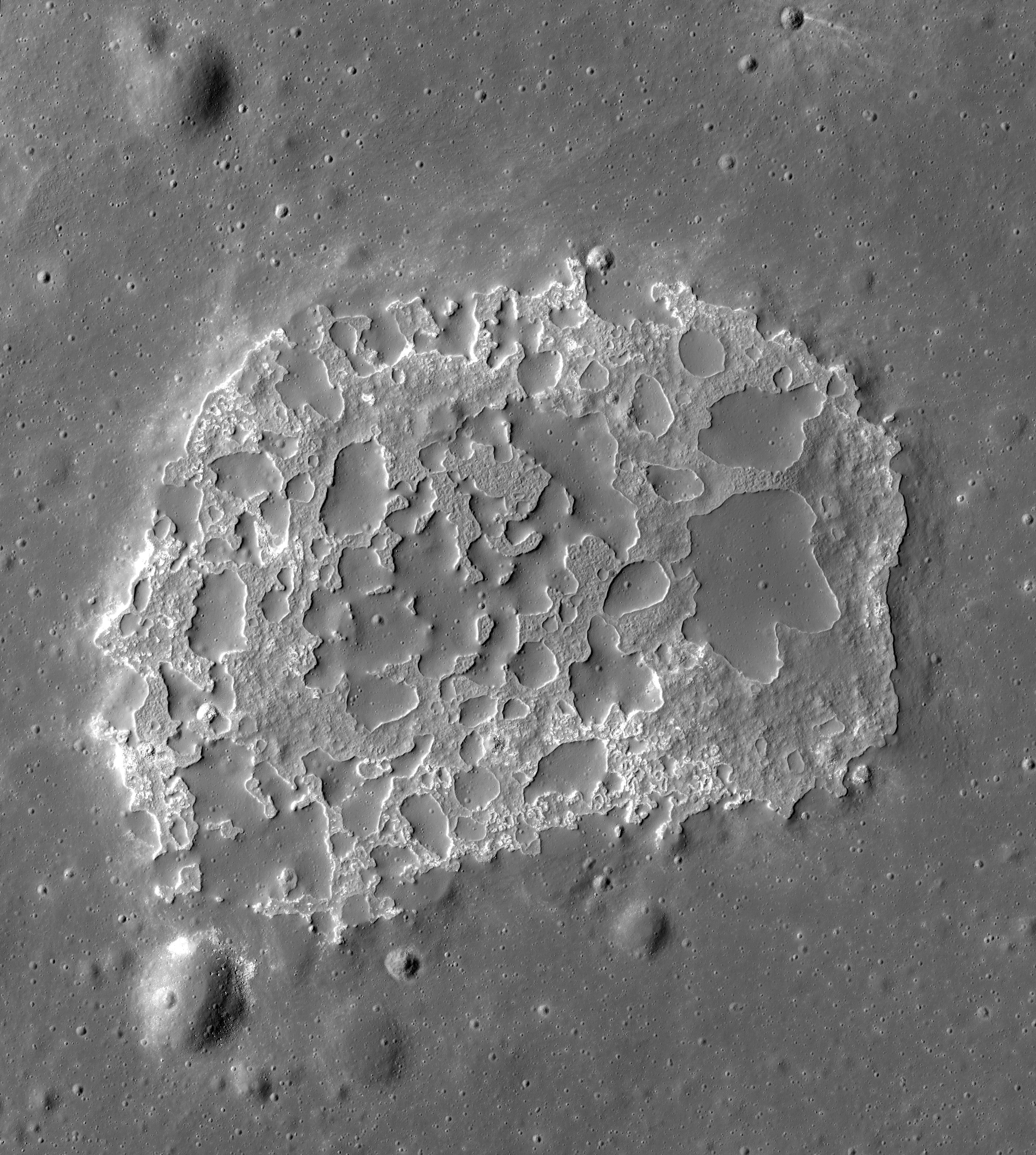
Гора Агнес — найбільший пагорб у східній частині кратера Іна

Гора Агнес (лат. Mons Agnes) — пагорб на Місяці, в Озері Щастя, в кратероподібному об'єкті Іна (координати — 18°40′ пн. ш. 5°20′ сх. д. / 18.66° пн. ш. 5.34° сх. д.). Максимальна ширина — 650 метрів (найменша найменована місячна гора станом на 2015 рік). Висоту цього об'єкту визначити важче, оскільки він не тільки дуже низький, але й стоїть на дуже нерівній поверхні. Згідно з картами, складеними на основі знімків Lunar Reconnaissance Orbiter, висота гори Агнес становить близько 10 метрів, хоча на карті, складеній за даними «Аполлона-15», вона сягає 30 м.
Гору Агнес було відкрито разом із Іною на знімках, зроблених 1971 року з місячної орбіти «Аполлоном-15». У 1974 році на карті, виданій НАСА, цей об'єкт отримав неофіційну назву «Агнес» (Agnes). Як і назви деяких інших невеликих місячних гір, вона не увічнює конкретну людину, а є просто людським іменем — у даному випадку жіночим іменем грецького походження Агнес (Агнеса). 1979 року цю назву (з доданням терміну Mons — «гора») затвердив Міжнародний астрономічний союз.
Гора Агнес — один із кількох десятків аналогічних пагорбів усередині Іни (втім, один із найбільших). Ці пагорби примітні дуже різкими межами й тим, що їх поверхня схожа на звичайну місячну поверхню (в той час, як навколишні низовини сильно від неї відрізняються кількома ознаками). Походження цих пагорбів, як і Іни в цілому, на 2014 рік лишається невідомим, хоча існує кілька гіпотез (докладніше див. у статті «Іна»).